# Turnej
| okres / system                    | okres / system | okres / system | epoka / oddział | epoka / oddział    | wiek / piętro | wiek (mln lat)         |
| --------------------------------- | -------------- | -------------- | --------------- | ------------------ | ------------- | ---------------------- |
| perm                              | perm           | perm           | cisural         | cisural            | assel         | młodsze                |
| karbon                            | karbon         | pensylwan      | pensylwan       | późny pensylwan    | gżel          | 298,9 ±0,15–303,7 ±0,1 |
| karbon                            | karbon         | pensylwan      | pensylwan       | późny pensylwan    | kasimow       | 303,7 ±0,1–307,0 ±0,1  |
| karbon                            | karbon         | pensylwan      | pensylwan       | środkowy pensylwan | moskow        | 307,0 ±0,1–315,2 ±0,2  |
| karbon                            | karbon         | pensylwan      | pensylwan       | wczesny pensylwan  | baszkir       | 315,2 ±0,2–323,2 ±0,4  |
| karbon                            | karbon         | missisip       | missisip        | późny missisip     | serpuchow     | 323,2 ±0,4–330,9 ±0,2  |
| karbon                            | karbon         | missisip       | missisip        | środkowy missisip  | wizen         | 330,9 ±0,2–346,7 ±0,4  |
| karbon                            | karbon         | missisip       | missisip        | wczesny missisip   | turnej        | 346,7 ±0,4–358,9 ±0,4  |
| dewon                             | dewon          | dewon          | późny dewon     | późny dewon        | famen         | starsze                |
| Podział według ICS, wrzesień 2023 |                |                |                 |                    |               |                        |

Turnej (ang. Tournaisian)
- w sensie geochronologicznym – pierwszy wiek missisipu (starszy karbon), trwający około 14 milionów lat (od 359,2 ± 2,5 do 345,3 ± 2,1 mln lat temu). Turnej jest młodszy od famenu (dewon), a starszy od wizenu.

- w sensie chronostratygraficznym – najniższe piętro mississipu, leżące powyżej famenu, a poniżej wizenu. Nazwa pochodzi od miasta Tournai (zachodnia Belgia). Stratotyp dolnej granicy turneju i zarazem międzynarodowy stratotyp granicy dewon/karbon znajduje się na wzgórzu La Serre (około 10 km na W od miejscowości Paulhan, region Montagne Noire, południowa Francja). Granica oparta jest na pierwszym pojawieniu się konodonta Siphonodella sulcata (Huddle, 1934).